# Vegetable Funfest
Vegetable Funfest es el sexto episodio de la serie de comedia norteamericana Robot Chicken (Pollo Robot, en el doblaje).

## Lista de Sketchs

### Himno Nacional
Un hombre vestido como el Tío Sam, amparado en la Libertad de Expresión, interpreta el Himno Nacional con gases. Finalmente termina ensuciando sus pantalones.

### Tortuga y Gusano
Un gusano disfruta la velocidad de la tortuga, montada en su caparazón.

### Es tu bebé
Una angustiada mujer le dice a Douglas "Es tu bebé" y Douglas da un grito de desesperación.

### Cirugía
Un cirujano, no satisfecho con usar bisturí y tijeras, decide usar una motosierra.

### Spoilers
Un crítico de cine, que al referirse a las películas de Hollywood las califica como "Basura de Hollywood", propone disfrutar de un chocante final viendo los spoilers de las siguientes películas:
- El Juego de las Lágrimas: En el momento del clímax de la historia, resulta ser que la mujer era un hombre.
- Star Wars: Dark Vader revela algo más que su parentesco a Luke.
- Campamento Sangriento: Angela, la asesina resulta ser un hombre. Además aparece otro hombre que dice "¡Oh no... alguien recordó esta película e hizo un sketch de ella!"
- La Aldea: La mujer que salía del bosque pidiendo ayuda es atropellada por un bus.

Finalmente el crítico dice que en realidad es 3 patos dentro de un disfraz de hombre.

### Eso estuvo Cerca
Siguiendo el estilo de los chocantes finales, el típico puesto de frutas es golpeado durante una persecución automovilística. El vendedor se salva, solo para ser aplastado por una Caja Fuerte.

### Audiencia de Corndog
Una mujer que come un Corndog es observada por una muy interesada audiencia masculina.

### Beavis and Butt-head y los Jóvenes Titanes
Después de perder ante un monstruo, los Jóvenes Titanes deciden aumentar su fuerza, reclutando a Beavis y Butt-Head. Naturalmente esto hace que las cosas empeoren, ya que Beavis y Butt-Head se dedican a comer nachos en lugar de ayudar a los Jóvenes Titanes en su misión.

### Ataque al Corazón del Perro Cazador
Al oír el ruido del disparo de una escopeta, un perro cazador sufre un ataque cardíaco.

### Mal Perdedor
Un adulto, al ver perdida una partida de Ajedrez frente a un niño, patea el tablero y se va.

### La Monja y la Bicicleta
Una monja contempla una bicicleta, especialmente después de que le quita el asiento.

### Funeral de Benny Hill
En un noticiero se nos muestra como fue el funeral de Benny Hill, que es en realidad una ridícula escena de perseguir al cajón.

### Hazlo
Dos sujetos en un restaurante tienen a un grupo de jugadores gritando "¡Hazlo!" varias veces.

### La Hora de la Gran Calabaza
Linus, de Peanuts, en un ritual de Magia Negra invoca a la Gran Calabaza. Se da una gran sorpresa cuando la Gran Calabaza no es lo que esperaba y luego es asesinado. Lo que quedó de Linus es enterrado en su manta. Sally se lanza dentro de la tumba y es enterrada viva por Pig-Pen. Charlie Brown les decía a Marcie y a Peppermint Patty que no se salvarían teniendo un fuerte matiz cristiano, a lo que ellas responden besándose. Por su parte la Gran Calabaza continua asesinando a todos los chicos. Finalmente después de asesinar a Lucy y tratar de comer a Charlie Brown, es comida por el Árbol Come-Cometas. Charlie Brown dice que sus amigos descansarán en paz, pero en realidad todos están bailando al ritmo del piano en el Infierno.

## Reparto de Voces
- Abraham Benrubi - Darth Vader, Gran Calabaza
- Seth Green - Beavis, Campista, Abuelo, Anfitrión, M. Night Shyamalan, Hombre, Robin
- Mark Hamill - Cornswallow, Luke Skywalker
- Breckin Meyer - Tío Sam
- Dan Milano - Butt-Head, Cirujano
- Chad Morgan - Mujer de Douglas, Raven, Starfire
- Katelin Peterson - Ivy, Lucy, Marcie, Sally
- Rory Thost - Charlie Brown, Linus

## Trivialidades
- El sketch de Beavis y Butt-head con los Jóvenes Titanes no está en el DVD de la Temporada 1 debido a problemas legales con Mike Judge. (Se dice que se incluirá en el DVD de la Temporada 2).